# 和知衝上断層
和知衝上断層の露頭（わちしょうじょうだんそうのろとう）は、広島県三次市和知町字西組にある断層の露頭。

## 概要
中国縦貫自動車道の建設に際して国広山の南麓を切削した場所で断層が発見された。この断層の露頭はJR西日本芸備線の下和知駅から北西約2km（西組公会堂近く）の中国縦貫自動車道上り線脇に位置し、案内板があり見学可能である。
産業技術総合研究所の活断層マップによると、山内起震断層（やまのうちきしんだんそう）の一部を形成する。徳山大学の分類では、船佐・山内逆断層帯を形成する。